# سخي أباد (فريدون شهر)
سخي أباد (بالفارسية: سخی‌آباد) هي قرية تقع في قسم بيشكوة موغوئي الريفي في إيران. يقدر عدد سكانها بـ 49 نسمة .